# Galgenberg (Heilbronn)
Der Galgenberg im Stadtgebiet von Heilbronn mit Ausläufern in jenem von Weinsberg ist eine im Rahmen seiner Südkuppe etwa 312 m ü. NHN hohe Erhebung der in Baden-Württemberg befindlichen Heilbronner Berge. Auf diesem Galgenberg stand einst der Heilbronner Galgen. Im Übergangsbereich zur Nordkuppe (ca. 301,7 m; ⊙) am Gewann Bürg, auf dem sich der Sender Weinsberg befindet, verläuft der Weinsberger Tunnel.

## Geographie

### Lage
Der Galgenberg liegt in den Heilbronner Bergen, einem Nordwestausläufer der Löwensteiner Berge, und befindet sich im Rahmen seiner Südkuppe etwa 3,8 km östlich der Heilbronner Innenstadt. Während sich sein dortiger Gipfel im Osten des Stadtgebiets von Heilbronn (Stadtkreis) befindet, liegen seine Nord- und Ostflanken im Westen des Stadtgebiets von Weinsberg (Landkreis Heilbronn). Nach Westen fällt der Galgenberg im Stadtgebiet von Heilbronn in das Tal des Pfühlbachs und nach Osten in jenes des Weinsberger Stadtseebachs ab, der dort auch Saubach genannt wird. Rund 1,5 km von der Südkuppe entfernt liegt die Nordkuppe und etwa 2,5 km (jeweils Luftlinie) südlich der Hintersberg (364,8 m). Die Hochlagen des Berges sind bewaldet, und auf seinen Flanken befinden sich besonders im Westen, teils aber auch im Osten Weinlagen.
Der Galgenberg ist Teil eines schmalen Schilfsandstein-Höhenzuges der Stuttgart-Formation, der 2,3 km (Luftlinie) nordöstlich der Stadtmitte mit dem Wartberg als Heilbronner Hausberg ausläuft und sich in anfangs nördlicher, später nordwestlicher Richtung vom ehemaligen Jägerhaus-Steinbruch her erstreckt. Vom Wartberg leitet der Weinsberger Sattel (ca. 235 m) mit dortiger Bundesstraße 39 (Haller Straße–Öhringer Straße) in Richtung Südosten zur Nordkuppe des Galgenbergs über. Von dort aus steigt das Gelände auf der Nordwestflanke dieser Kuppe auf weniger als 200 m Länge um über 50 Höhenmeter an, um dann als schmale Hochebene nach der auf 291,3 m Höhe gelegenen Scharte an der Kernerruhe, unter welcher der Weinsberger Tunnel verläuft, zum östlich des Jägerhaus-Steinbruchs gelegenen Galgenberggipfel leicht anzusteigen; etwas östlich versetzt oberhalb der Scharte liegt ein weiterer, ehemaliger Schilfsandstein-Abbau.
In das westlich befindliche Tal des Pfühlbachs mit dortigem Trappensee (183 m) fällt der Galgenberg auf 1,2 km (Luftlinie) Länge mit 129 m Höhenunterschied ab. Ein Stück weit den Hang hoch ziehen sich hier östliche Siedlungsgebiete Heilbronns, oberhalb deren bis zur oberen Hangkante Weinberge den Hang bedecken. Der Nordosthang fällt mit ähnlicher Steigung ins Tal des Weinsberger Stadtseebaches ab. Auf dieser Seite beginnt teilweise schon halb am Hang der Wald, der auch die gesamte Berghochfläche einnimmt mit den Gewannen (von Nordwest nach Südost) Galgenberg, Bürg und Heidenäcker. Im Gewann Bürg steht in Gipfelnähe der Nordkuppe die Schillereiche. Die Heidenäcker waren vermutlich nicht immer bewaldet. Östlich vom Bürg liegt das Gewann Schnarrenberg.

### Naturräumliche Zuordnung
Der Galgenberg gehört in der naturräumlichen Haupteinheitengruppe Schwäbisches Keuper-Lias-Land (Nr. 10), in der Haupteinheit Schwäbisch-Fränkische Waldberge (108) und in der Untereinheit Löwensteiner Berge (108.1) zum Naturraum Heilbronner Berge (108.13), wobei seine Landschaft nach Nordosten und Osten in den Naturraum Weinsberger Tal (108.12) und nach Westen in der benachbarten Haupteinheitengruppe Neckar- und Taubergäuplatten (12), in der Haupteinheit Neckarbecken (123) und in der Untereinheit Heilbronner Becken (123.6) in den Naturraum Heilbronner und Fleiner Muschel (123.61) abfällt.

## Schutzgebiete
Etwas südwestlich des Galgenberggipfels liegt das Naturschutzgebiet Schilfsandsteinbruch beim Jägerhaus mit Umgebung (CDDA-Nr. 82520; 1972; 29 ha). Auf dem Berg liegen Teile des Landschaftsschutzgebiets Galgenberg–Schweinsberg–Staufenberg (CDDA-Nr. 320949; 1983 ausgewiesen; 12,26 km² groß) und des Fauna-Flora-Habitat-Gebiets Löwensteiner und Heilbronner Berge (FFH-Nr. 7021-341; 54,27 km²).

## Geschichte
Auf der Nordkuppe des Galgenbergs befinden sich im Gewann Bürg zwei vermutlich bronzezeitliche Grabhügel.
Wie zahlreiche andere Galgenberge war auch der Heilbronner Berg dieses Namens einst die weithin sichtbare Hochgerichtsstätte der Stadt. Hier stand bis 1811 ein dreibeiniger Galgen, der vermutlich sehr groß war; seine Fundamentmauern weisen eine Dicke von 1,2 Metern auf und bilden ein Dreieck mit einer Innenweite von 7,5 m.
Im Jahr 1893 wurden bei Ausgrabungen in einem Weinberg unmittelbar vor der Richtstätte auf einer Länge von 30 m zahlreiche Pferdeschädel gefunden. 1901 brachten weitere Ausgrabungen zehn Skelette von Erhängten zum Vorschein.

## Weinsberger Tunnel
Unterhalb einer etwa 1,2 km (Luftlinie) nordnordwestlich des Galgenberggipfels bei der Kernerruhe befindlichen Scharte (291,3 m), die zur Nordkuppe überleitet, verläuft der 1862 eröffnete und 891,3 m lange Weinsberger Tunnel der Bahnstrecke Heilbronn–Crailsheim.

## Sender Weinsberg
Rund 250 m östlich des Nordkuppengipfels steht auf Weinsberger Gebiet auf etwa 295 m Höhe der 70 m hohe Stahlbetonturm des Senders Weinsberg, eine Sendeeinrichtung des Südwestrundfunks (SWR).